# Polyrhachis platynota
Polyrhachis platynota é uma espécie de formiga do gênero Polyrhachis, pertencente à subfamília Formicinae.